# Callithrix leucippe
Callithrix leucippe är en primat i släktet silkesapor och förekommer i Brasilien. Den beskrevs 1922 av Oldfield Thomas men kategoriserades länge som underart till silverapa (Callithrix argentata)  men godkänns sedan 1991 som egen art. Arten tillhör undersläktet Mico som ibland kategoriseras som ett eget släkte.

## Utseende
Arten påminner mycket om silverapan med huvudsakligen vit päls, men skiljer sig på att dess svans och fötter är blekt guldfärgade. Öronen och ansiktet är bara glest täckt med hår och där finns bara ett fåtal pigment[förklaring behövs]. Den blir 20,5 till 23,5 cm lång (huvud och bål) och har en 26,5 till 37 cm lång svans. Liksom hos andra kloapor är naglarna på händer och fötter utformade som klor, undantaget stortån.

## Utbredning och habitat
Denna silkesapa lever i regionen mellan floderna Rio Cupari och Rio Tapajós i den brasilianska delstaten Pará, söder om Amazonfloden. Habitatet utgörs av tropiska regnskogar. Arten syns oftast i mer öppna och återskapade delar av skogen.

## Ekologi
Callithrix leucippe har i princip samma levnadssätt som andra silkesapor. Den äter frukt, naturgummi, blommor och nektar samt ibland mindre djur som ödlor, grodor, snäckor, spindlar och insekter. Arten går vanligen på fyra fötter över grenar och den kan göra kortare hopp.